# Mistrzostwa Polski w Pięcioboju Nowoczesnym 2013
Mistrzostwa Polski w Pięcioboju Nowoczesnym 2013 – 60. edycja mistrzostw, która odbyła się w międzynarodowej obsadzie w dniach 11–13 czerwca 2013 roku w Drzonkowie.
Wśród mężczyzn triumfował Szymon Staśkiewicz z ZKS Drzonków, wśród kobiet Aleksandra Skarzyńska z Bielanów Warszawa, natomiast w sztafetach mieszanych triumfowali Aleksandra Skarżyńska i Remigiusz Golis z Bielanów Warszawa.

## Wyniki

### Mężczyźni
| Miejsce | Zawodnik           | Klub/Repr.        | Wynik     |
| ------- | ------------------ | ----------------- | --------- |
|         | Szymon Staśkiewicz | ZKS Drzonków      | 5792 pkt. |
| 2.      | Jan Kuf            | Czechy            | 5776 pkt. |
|         | Sebastian Stasiak  | Żoliborz Warszawa | 5700 pkt. |
|         | Bartosz Majewski   | ZKS Drzonków      | 5612 pkt. |

### Kobiety
| Miejsce | Zawodnik              | Klub/Repr.       | Wynik     |
| ------- | --------------------- | ---------------- | --------- |
|         | Aleksandra Skarzyńska | Bielany Warszawa | 5224 pkt. |
| 2.      | Ronja Doring          | Niemcy           | 5216 pkt. |
|         | Oktawia Nowacka       | Legia Warszawa   | 5116 pkt. |
|         | Katarzyna Wójcik      | Legia Warszawa   | 5044 pkt. |

### Sztafety mieszane
| Miejsce | Klub/Repr.         | Zawodnicy                              | Wynik     |
| ------- | ------------------ | -------------------------------------- | --------- |
|         | Bielany Warszawa I | Aleksandra Skarżyńska Remigiusz Golis  | 5628 pkt. |
|         | Mix II             | Ida Cewińska Sebastian Stasiak         | 5412 pkt. |
|         | Mix I              | Paula Markowska Maciej Baranowski      | 5392 pkt. |
| 4.      | ZKS Drzonków I     | Natalia Kożuchowska Szymon Staśkiewicz | 5392 pkt. |